# 2015 na televisão brasileira
A seguir há uma lista de eventos relacionados à televisão brasileira em 2015. Os eventos listados incluem estreias, cancelamentos e finais de programas de televisão; lançamento, encerramento e rebrandings de canais; estações locais mudando de afiliação de rede; e informações sobre controvérsias e disputas de carregamento.

## Eventos notáveis

### Janeiro
| Data  | Evento |
| ----- | --- |
| 1.º   | As principais redes e canais de notícias do Brasil realizam a cobertura da segunda posse da presidente Dilma Rousseff, ao vivo de Brasília, Distrito Federal. Algumas emissoras locais também realizam coberturas da posse de governadores eleitos nas eleições estaduais de 2014. |
| 7     | A Warner Channel transmite a 41.ª edição do People's Choice Awards. |
| 9     | Na Rede Record, Celso Zucatelli, Edu Guedes e Chris Flores apresentam pela última vez o Hoje em Dia. E Ana Hickmann deixa o Programa da Tarde para se dedicar ao novo formato do programa matinal.                                                                                 |
| 11    | A TNT transmite a 72.ª edição dos Prêmios Globo de Ouro. |
| 11    | Na Rede Record, o Roberto Justus + passa a ser exibido aos domingos. |
| 12    | Na Rede Bandeirantes, Luiz Bacci passa a apresentar o bloco nacional do Café com Jornal, que passa a se chamar Café com Jornal - Edição Brasil. Luiz Megale e Aline Midlej passam a ancorar apenas o bloco local exibido na Band São Paulo.                                        |
| 12    | Na Rede Record, o Hoje em Dia estreia um novo formato, sob a apresentação de César Filho, Ana Hickmann e Renata Alves. |
| 22—24 | O Multishow transmite a 17.ª edição do Festival de Verão Salvador. |
| 25    | A Rede Bandeirantes e a TNT transmitem a 63.ª edição do Miss Universo. |
| 26    | A TNT e o TBS exibem a 21.ª edição dos Prêmios Screen Actors Guild, realizada um dia antes. |
| 26    | No SBT, o Programa do Ratinho passa a ser transmitido em alta definição. |
| 29    | A Turner Broadcasting System Latin America anuncia a aquisição da totalidade dos canais Esporte Interativo e Esporte Interativo Nordeste. |
| 30—31 | O Multishow transmite ao vivo de Xangri-lá, Rio Grande do Sul a 20.ª edição do Planeta Atlântida. |

### Fevereiro
| Data  | Evento |
| ----- | --- |
| 1.º   | A ESPN Brasil e o Esporte Interativo transmitem o Super Bowl XLIX. |
| 1.º   | No SBT, o Roda a Roda Jequiti passa a ser exibido em alta definição. |
| 2     | Os canais Fox Sports estreiam nova identidade visual. |
| 5     | No SBT, o Casos de Família passa a ser exibido em alta definição. |
| 7     | Na Rede Record, Juliana Rios passa a apresentar o Esporte Fantástico, juntamente com Mylena Ciribelli, Cláudia Reis e Lucas Pereira. |
| 8     | A TNT transmite a 57.ª edição do Grammy Award. |
| 12—18 | As principais emissoras de TV (exceto a Rede Record) realizam a cobertura do Carnaval de 2015, sendo que: - A Rede Globo exibe o Globeleza com os desfiles das escolas de samba de São Paulo e Rio de Janeiro e o carnaval Recife–Olinda na TV Globo Nordeste. A Rede Bahia cobre localmente o carnaval de Salvador no Bahia Folia; - O SBT exibe o SBT Folia, mostrando o carnaval de Salvador em parceria com a TV Aratu; - A Rede Bandeirantes exibe o Band Folia, mostrando o carnaval de Salvador e o carnaval Recife–Olinda; - A RedeTV! exibe os Bastidores do Carnaval 2015; - A TV Cultura exibe o Carnaval é Cultura, mostrando o carnaval Recife–Olinda em parceria com a TV Nova Nordeste. |
| 22    | A Rede Globo e a TNT transmitem a 87.ª edição do Oscar. |
| 22    | A Paramount Channel transmite a 30.ª edição do Independent Spirit Awards. |
| 23    | Na Rede Globo, o Encontro com Fátima Bernardes ganha nova vinheta de abertura e cenário. |

### Março
| Data  | Evento |
| ----- | --- |
| 1.º   | No SBT, o Conexão Repórter deixa de ir ao ar às quartas-feiras e passa a ir ao ar aos domingos, substituindo o recém-extinto De Frente com Gabi. |
| 5     | Após quase 29 anos na Rede Globo, a apresentadora Xuxa assina seu contrato oficialmente com a Rede Record. |
| 7—8   | Os programas jornalísticos e esportivos da Rede Globo são apresentados somente por mulheres, em homenagem ao Dia Internacional da Mulher. |
| 20    | A TV Cultura encerra seu sinal analógico em antenas parabólicas no StarOne C2. |
| 23    | A Rede Bandeirantes demite mais de 200 profissionais, rescindindo o contrato de Luiz Bacci e tirando do ar o Agora é Tarde de Rafinha Bastos. A emissora também acabou com as edições locais do Brasil Urgente em Brasília e Rio de Janeiro, e neste último, deixa de ir ao ar o Jogo Aberto local. |
| 23    | O IBOPE teve um problema de instabilidade nos servidores de processamento de dados, o instituto alterou em até 25% os números prévios de audiência das emissoras abertas em relação aos números consolidados da mesma data. Com a falha técnica ocorrida, aconteceram diferenças entre prévia e consolidado das emissoras. Procurado, o instituto confirmou o problema e disse que todas as providências foram tomadas para que a situação fosse normalizada. |
| 25    | Durante a exibição do Band Cidade em Brasília, a Band Brasília, emissora própria da Rede Bandeirantes teve uma pane geral, fazendo com que o jornal local saísse do ar. Os apresentadores tentaram começar o telejornal uma vez, mas por uma pane no switcher, isso não foi possível. Por conta disso, a exibição foi cancelada depois de seu início e a emissora voltou a exibir o Brasil Urgente.                                                           |
| 28—29 | O Multishow transmite a 5.ª edição do Lollapalooza Brasil. A Rede Globo exibiu compactos dos shows do evento. |
| 29    | No SBT, o programa Eliana passa a ser apresentado ao vivo, e o Programa Silvio Santos ganha novo cenário e passa a ser exibido em alta definição. |

### Abril
| Data | Evento |
| ---- | --- |
| 6    | Na Rede Globo, o Vídeo Show volta a ser transmitido ao vivo, apresentado por Otaviano Costa e Monica Iozzi, que substitui Zeca Camargo. Miguel Falabella e Cissa Guimarães também voltam a participar do programa. |
| 12   | O SBT exibe a 51.ª edição do Troféu Imprensa. |
| 12   | A MTV transmite a 23.ª edição do MTV Movie Awards. |
| 20   | Na Rede Globo, o Bem Estar ganha nova vinheta de abertura, cenário e gráficos. |
| 25   | Na Rede Globo, o Estrelas passa a ser exibido em rede nacional. No antigo espaço, as afiliadas sem programas locais na tarde de sábado passam a acompanhar o bloco Sessão Comédia.                                 |
| 26   | Na Rede Globo, o Domingão do Faustão ganha novo cenário, vinheta de abertura, gráficos e identidade visual. |
| 27   | Na Rede Globo, o Jornal Nacional ganha novo cenário, vinheta de abertura e gráficos. |

### Maio
| Data    | Evento |
| ------- | --- |
| 1.º     | A Claro TV substitui o sinal dos canais Esporte Interativo e Esporte Interativo Nordeste pela ESPN+. |
| 3       | Na Rede Globo, o Fantástico ganha nova vinheta de abertura e gráficos. |
| 11      | Na RecordTV, Luiz Bacci passa a apresentar o Balanço Geral matinal (que agora também passava a ir ao ar em rede nacional), substituindo William Travassos. O programa ganha também um novo cenário, compartilhado com o Cidade Alerta. |
| 16      | A Rede Bandeirantes transmite a 60.ª edição do Miss São Paulo. |
| 17      | A TNT exibe a 23.ª edição do Billboard Music Awards. |
| 29—19/6 | A Rede Bandeirantes, TV Brasil, Rede Globo e SporTV realizam a cobertura da Copa do Mundo FIFA Sub-20 de 2015. |

### Junho
| Data    | Evento |
| ------- | --- |
| 6—5/7   | A Rede Bandeirantes, TV Brasil e BandSports realizam a cobertura da Copa do Mundo de Futebol Feminino de 2015. |
| 6       | Na Rede Record, o Programa da Sabrina ganha nova vinheta de abertura e grafismos.                              |
| 11—4/7  | A Rede Globo e o SporTV realizam a cobertura da Copa América de 2015.                                          |
| 13      | O Viva exibe a 26.ª edição do Prêmio da Música Brasileira.                                                     |
| 13 e 20 | A TV Globo Nordeste e as afiliadas da Rede Globo na região Nordeste exibem o especial São João do Nordeste.    |
| 20      | A Rede Meio Norte exibe o especial O Maior São João do Brasil é no Maranhão, ao vivo de São Luís, Maranhão.    |
| 26—28   | A TV A Crítica transmite a 50.ª edição do Festival Folclórico de Parintins.                                    |
| 27      | As emissoras afiliadas do SBT na região Nordeste exibem o especial São João da Tradição.                       |

### Julho
| Data  | Evento |
| ----- | --- |
| 4     | A TV Globo Nordeste e as afiliadas da Rede Globo na região Nordeste exibem o Festival de Quadrilhas Juninas do Nordeste 2015.                                                                             |
| 5     | Na Rede Globo, Ivan Moré deixa a apresentação do Esporte Espetacular. |
| 6     | Na Rede Globo, Fernanda Gentil passa a apresentar o Globo Esporte no lugar de Alex Escobar. O mesmo ocorre na edição paulista do programa, onde Tiago Leifert deixa após 6 anos o comando para Ivan Moré. |
| 10—26 | A Rede Record, Record News e o SporTV realizam a cobertura dos Jogos Pan-Americanos de 2015. |
| 12    | Na Rede Globo, Alex Escobar passa a fazer dupla com Glenda Kozlowski e substitui Ivan Moré no Esporte Espetacular.                                                                                        |
| 13    | No SBT, Silvia Abravanel passa a apresentar o Bom Dia & Cia. |
| 17    | O Megapix estréia nova identidade visual. |
| 25    | Os canais Esporte Interativo estreiam nova identidade visual. |

### Agosto
| Data | Evento |
| ---- | --- |
| 3    | Na Rede Record, Ticiane Pinheiro passa a apresentar o Hoje em Dia, juntamente com César Filho, Ana Hickmann e Renata Alves. |
| 15   | A Rede Globo e Unesco promovem a 30.ª edição do Criança Esperança. |
| 15   | O Canal Brasil transmite a 43.ª edição do Festival de Cinema de Gramado. |
| 19   | O SBT sofre um problema técnico que interrompe a transmissão do seu sinal em todo o país por alguns minutos. Após restabelecer o sinal, a emissora exibiu os episódios da série Chaves como tapa-buraco, enquanto sanava o problema. O SBT Brasil teve início com 28 minutos de atraso, durando até 20h40, e algumas de suas matérias deixaram de ser exibidas devido a falta de tempo. |

### Setembro
| Data  | Evento                                                                        |
| ----- | ----------------------------------------------------------------------------- |
| 1.º   | O Multishow transmite a 22.ª edição do Prêmio Multishow de Música Brasileira. |
| 18—27 | A Rede Globo e o Multishow transmitem a 6.ª edição do Rock in Rio.            |
| 20    | A Warner Channel transmite a 67.ª edição dos Prêmios Emmy do Primetime.       |

### Outubro
| Data  | Evento |
| ----- | --- |
| 1.º   | O instituto alemão GfK inicia a medição de audiência da televisão brasileira e forma concorrência ao IBOPE, medindo uma 35% superior a do instituto brasileiro, e encerrando um monopólio de mais de 30 anos. |
| 5     | Na Rede Record, o Jornal da Record ganha nova vinheta de abertura e grafismos. |
| 9     | Na Rede Globo, Christiane Pelajo deixa a bancada do Jornal da Globo, e William Waack passa a ser apresentador solo do telejornal.                                                                             |
| 10    | Na RedeTV!, Augusto Xavier deixa a bancada do RedeTV! News. |
| 14    | Na RedeTV!, Luciano Faccioli assume a bancada do RedeTV! News ao lado de Amanda Klein, substituindo Augusto Xavier.                                                                                           |
| 15    | A Nickelodeon transmite a 16.ª edição dos Meus Prêmios Nick. |
| 23—24 | O SBT promove a 18.ª edição do Teleton, em prol da AACD. |

### Novembro
| Data | Evento |
| ---- | --- |
| 14   | Por conta da cobertura dos atentados terroristas de Paris, a Rede Globo exibiu uma edição especial do Hora Um da Notícia num sábado. O Via Brasil e os programas exibidos pelas afiliadas da emissora na faixa das 8h00 foram cancelados.[carece de fontes?] |
| 18   | A Rede Bandeirantes transmite a 61.ª edição do Miss Brasil. |
| 22   | A TNT e o TBS exibem a 43.ª edição do American Music Awards. |
| 26   | A sede da TV Rondônia, afiliada da Rede Globo em Porto Velho, Rondônia é atingida por um raio, que acabou tirando a emissora do ar por cerca de 40 minutos. Quando restabelecido, o sinal da emissora retransmitia a TV Amazonas de Manaus, Amazonas, e os programas locais e comerciais não puderam ser exibidos. O problema foi totalmente sanado durante a madrugada, e a emissora pôde reiniciar sua transmissão local no dia seguinte. |
| 29   | A transição do sinal televisivo analógico para o digital tem início no Brasil. A primeira cidade a ter seu sinal analógico desligado seria Rio Verde, Goiás, em um apagão piloto, mas o teste foi adiado por que a meta de 93% não foi atingida. |
| 28   | O SBT exibe a 16.ª edição do Grammy Latino. |

### Dezembro
| Data | Evento |
| ---- | --- |
| 7    | O SBT exibe a 5.ª edição do Prêmio Líderes do Brasil. |
| 13   | A Rede Globo exibe no Domingão do Faustão a 20.ª edição do Melhores do Ano. |
| 17   | No SBT, o Jornal do SBT passa a ter o bloco matinal apresentado por Patrícia Rocha. |
| 20   | A Rede Bandeirantes e a TNT transmitem a 64.ª edição do Miss Universo. |
| 23   | O SBT exibe a 21.ª edição do Victoria's Secret Fashion Show. |
| 27   | A Rede Globo exibe no Domingão do Faustão o Troféu Mário Lago 2015. |
| 27   | A TV Gazeta exibe a 12.ª edição do Troféu Mesa Redonda. |
| 29   | A sede da TV Globo Nordeste, emissora própria da Rede Globo em Olinda, Pernambuco é atingida por um raio, que acaba danificando alguns dos seus equipamentos e cancelando a exibição do Bom Dia Pernambuco. Para manter a emissora no ar enquanto era sanado o problema, a emissora teve utilizar um relay de emergência providenciado pela TV Centro América de Cuiabá, Mato Grosso, e chegou a exibir o Bom Dia Mato Grosso. Sanado o problema, a emissora normalizou sua programação local ainda pela manhã. |
| 31   | A TV Gazeta e a Rede Globo transmitem a 91.ª edição da Corrida Internacional de São Silvestre. |
| 31   | As principais emissoras de TV do Brasil transmitem o sorteio da Mega da Virada. |

## Programas

### Janeiro
- 1.º de janeiro
  - Estreia Glee na Rede Bandeirantes.[63][64][65][66][67]
  - Estreia Carlos, o Chacal na Rede Bandeirantes.[67][68]
  - Estreia Tim Maia — Vale o Que Vier na Rede Globo.[69][70][71]
- 2 de janeiro
  - Estreia da 2.ª temporada de Que Talento! no Disney Channel.
  - Termina Carlos, o Chacal na Rede Bandeirantes.[68]
  - Termina Tim Maia — Vale o Que Vier na Rede Globo.[69][70]
  - Termina a 1.ª temporada do The Noite com Danilo Gentili no SBT.
- 3 de janeiro
  - Termina Eu, a Patroa e as Crianças no SBT.
  - Estreia da 7.ª temporada de Futurama na Rede Bandeirantes.
  - Estreia Wendell & Vinnie na Rede Bandeirantes.
  - Reestreia Cine Família no SBT.[72]
- 4 de janeiro — Termina Mundo Pet no SBT.
- 5 de janeiro
  - Estreia Águias da Cidade no SBT.[73][74]
  - Estreia da 4.ª temporada de The Walking Dead na Rede Bandeirantes.[63][67][75][76]
  - Reestreia Filhos da Anarquia na Rede Bandeirantes.[77]
  - Estreia da 2.ª temporada de Under the Dome — Prisão Invisível na Rede Globo.[69][78][79][80][67][81]
  - Estreia da 2.ª temporada de Tudo Pela Audiência no Multishow.[82]
  - Reestreia da 1.ª temporada Milagres de Jesus na Rede Record.[83][84]
  - Estreia da 2.ª temporada de Grimm na Rede Record.[3][67]
- 6 de janeiro
  - Estreia Salem na Rede Bandeirantes.[63][67][85]
  - Estreia Hatfields & McCoys no SBT.[86]
  - Estreia da 10.ª temporada de CSI: Miami na Rede Record.[3][67][87][88]
  - Estreia da 1.ª temporada do especial Luz, Câmera, 50 Anos na Rede Globo.[69][89][90][91][92]
- 7 de janeiro
  - Estreia Chicago P.D. – Distrito 21 na Rede Record.[3][67]
  - Estreia da 6.ª temporada de A Liga na Rede Bandeirantes.[93]
  - Estreia American Horror Story: Asylum na Rede Bandeirantes.[63][67][94]
- 8 de janeiro — Estreia da 12.ª temporada de CSI: Las Vegas na Rede Record.[3][67][87]
- 9 de janeiro
  - Estreia A Lenda de Sleepy Hollow na Rede Bandeirantes.[67][76][95]
  - Termina Hatfields & McCoys no SBT.
  - Estreia Almanaque das Trilhas Sonoras na TV Gazeta.
  - Estreia Desconectados no Canal Sony.[67][96]
- 10 de janeiro
  - Termina a 8.ª temporada de Sobrenatural no SBT.
  - Restreia Jogo de Mentiras no SBT.
  - Reestreia Rá-Tim-Bum na TV Cultura.[97][98]
  - Reestreia Sitio do Picapau Amarelo na TV Cultura.[97]
  - Estreia Família Imperial na TV Cultura.[97][99]
  - Termina a 1.ª temporada de Cozinha sob Pressão no SBT.[100]
- 11 de janeiro — Estreia Repórter em Ação na Rede Record.[3][101][102]
- 12 de janeiro
  - Reestreia O Rei do Gado no Vale a Pena Ver de Novo na Rede Globo.[69][103][104]
  - Estreia Na Mira do Crime no FX.[67]
- 14 de janeiro
  - Estreia Rebobina no Viva.[105]
  - Termina a 2.ª temporada de Under the Dome — Prisão Invisível na Rede Globo.[79][80][81]
- 15 de janeiro — Termina Que Monstro te Mordeu? na TV Cultura.
- 17 de janeiro — Estreia da 2.ª temporada de Diários de um Vampiro no SBT.
- 16 de janeiro — Termina Na Mira do Crime no FX.
- 19 de janeiro
  - Estreia da 10.ª temporada de Malhação no Viva.[106]
  - Estreia da 3.ª temporada de Homeland — Segurança Nacional na Rede Globo.[107][81][108][67]
- 20 de janeiro — Estreia da 15.ª temporada de Big Brother Brasil na Rede Globo.[69][109]
- 22 de janeiro — Estreia Grandes Atores no Viva.[110]
- 23 de janeiro
  - Termina Cobras & Lagartos no Vale a Pena Ver de Novo na Rede Globo.[103][104]
  - Termina a 1.ª temporada do especial Luz, Câmera, 50 Anos na Rede Globo.[102][111][112]
  - Termina A Viagem no Viva.
- 24 de janeiro — Termina Patrulha Salvadora no SBT.[113]
- 25 de janeiro
  - Termina a 2.ª temporada de Sai do Chão! na Rede Globo.[114][115]
  - Estreia da 1.ª temporada de Planeta Extremo na Rede Globo.[116][117][118][119][120]
- 26 de janeiro
  - Estreia Felizes para Sempre? na Rede Globo.[69][116][121]
  - Estreia Pedra sobre Pedra no Viva.[122]
- 29 de janeiro — Termina a 1.ª temporada de Milagres de Jesus na Rede Record.[123]
- 30 de janeiro
  - Termina Sabe ou Não Sabe na Rede Bandeirantes.
  - Termina a 3.ª temporada de Homeland — Segurança Nacional na Rede Globo.[81]

### Fevereiro
- 1.º de fevereiro
  - Estreia da 1.ª temporada de Are You the One? Brasil na MTV.[124]
  - Estreia da 9.ª temporada de Sobrenatural no SBT.[67][125]
- 2 de fevereiro
  - Estreia Reféns do Poder na Rede Globo.[67][126]
  - Estreia da 2.ª temporada de Milagres de Jesus na Rede Record.
- 6 de fevereiro — Termina Felizes para Sempre? na Rede Globo.[121]
- 10 de fevereiro — Estreia da temporada 2015 do Profissão Repórter na Rede Globo.[127]
- 12 de fevereiro
  - Estreia da 2.ª temporada de Tá no Ar: a TV na TV na Rede Globo.[16][126][128]
  - Termina a 1.ª temporada de Reféns do Poder na Rede Globo.
- 16 de fevereiro — Reestreia Sandy & Junior no Viva.[129]
- 20 de fevereiro
  - Estreia da temporada 2015 do Globo Repórter na Rede Globo.[130]
  - Termina The Bachelor — Em Busca do Grande Amor na RedeTV!.[131]
- 22 de fevereiro
  - Estreia da 4.ª temporada de Pânico na Band na Rede Bandeirantes.[132]
  - Termina De Frente com Gabi no SBT.[19]
- 23 de fevereiro
  - Estreia The Killing – Além de um Crime na Rede Globo.[67][126][133]
  - Estreia Coração Indomável no SBT.[134][135]
  - Termina O Mochileiro na TV Gazeta.
- 24 de fevereiro — Termina a 2.ª temporada de Milagres de Jesus na Rede Record.
- 25 de fevereiro — Estreia da 1.ª temporada de Gugu na Rede Record.[97][136]
- 27 de fevereiro
  - Termina Sortilégio no SBT.[135]
  - Estreia da temporada 2015 do Operação de Risco na RedeTV!.[137]
  - Termina Almanaque das Trilhas Sonoras na TV Gazeta.

### Março
- 1.º de março — Estreia Chega Mais na RedeTV!.[138][139]
- 2 de março
  - Estreia Food Truck – A Batalha no GNT.[81][140][141][142]
  - Reestreia As Visões da Raven no SBT.[143]
  - Estreia da 2.ª temporada de Máquina da Fama no SBT.[144][145]
  - Estreia Cidade Ocupada na TV Gazeta.
  - Estreia da 2.ª temporada de The Noite com Danilo Gentili no SBT.
- 3 de março
  - Estreia da 5.ª temporada do Agora É Tarde na Rede Bandeirantes.[132]
  - Estreia da 3.ª temporada de As Canalhas no GNT.[146]
- 6 de março
  - Estreia Fazendo a Festa no GNT.
  - Termina Boogie Oogie na Rede Globo.
  - Estreia Ouça! na TV Gazeta.
- 7 de março — Termina Patrulha Salvadora no SBT.[147]
- 8 de março
  - Termina Viola, Minha Viola na TV Brasil.
  - Estreia Vida de Atleta na TV Gazeta.
- 9 de março
  - Reestreia Maria Esperança no SBT.[148]
  - Estreia Sete Vidas na Rede Globo.[149][150][151][152]
  - Estreia Mil e Uma Noites na Rede Bandeirantes.[153][154][155]
  - Estreia da 8.ª temporada do Custe o Que Custar na Rede Bandeirantes.[132][156][157]
- 10 de março — Termina Um Maluco no Pedaço no SBT.[158]
- 13 de março
  - Termina Arena SporTV no SporTV.[159]
  - Termina a 3.ª temporada de Rebelde no SBT.[160]
  - Termina Império na Rede Globo.[161]
  - Termina The Killing – Além de um Crime na Rede Globo.[162]
- 16 de março
  - Estreia Desenhos Pré-Escola no SBT.[163][164]
  - Estreia Seleção SporTV no SporTV.
  - Termina Esmeralda no SBT.
  - Estreia Babilônia na Rede Globo.[149][161][165]
  - Reestreia Carrossel no SBT.[166][167][168][169]
  - Estreia Tirano – Poder Sem Limites na Rede Globo.[67][108][162][170]
- 19 de março — Estreia The Taste Brasil no GNT.[81][171][172]
- 20 de março — Termina Vitória na Rede Record.[173]
- 23 de março
  - A Rede Globo exibe no Corujão o filme O Homem Nu, em homenagem a Cláudio Marzo que morreu no dia anterior.
  - Estreia da 1.ª temporada de Os Dez Mandamentos na Rede Record.[173][174]
- 27 de março
  - Termina O Causo do Dia na TV Cultura.
  - Termina a 5.ª temporada de Inglês com Música na TV Cultura.
  - Termina Desenhos Pré-Escola no SBT.[175]
  - Termina a 5.ª temporada do Agora é Tarde na Rede Bandeirantes.[176]
  - Termina Tirano – Poder Sem Limites na Rede Globo.[162]
- 28 de março — Termina Sábado Total na RedeTV!.[177][178]
- 29 de março
  - Termina Planeta Turismo no SBT.[179]
  - Termina a 1.ª temporada de Planeta Extremo na Rede Globo.[119][180]
- 30 de março
  - Reestreia A Usurpadora no SBT.[181]
  - Reestreia Patrulha Salvadora no SBT.[182]
  - Estreia da 15.ª temporada do Programa do Jô na Rede Globo.[183]
  - Estreia Agentes da S.H.I.E.L.D na Rede Globo.[184][185]
- 31 de março — Estreia Camelot na Rede Bandeirantes.[176]

### Abril
- 1.º de abril
  - Estreia Downton Abbey na TV Cultura.[186][187]
  - Estreia da 6.ª temporada de Glee na Fox.[67]
  - Estreia da 2.ª temporada de Questão de Família no GNT.[188]
- 2 de abril — Termina a 1.ª temporada de Rockoala na PlayTV.
- 3 de abril — Termina Caçadores de Mitos na TV Cultura.
- 5 de abril
  - Estreia Turismo & Aventura no SBT.[179][189]
  - Estreia da 4.ª temporada de The Ultimate Fighter: Brasil na Rede Globo.[149][150][190][191][192]
- 6 de abril
  - Estreia Conexão BandNews na Rede Bandeirantes.
  - Termina A Feia Mais Bela no SBT.
  - Reestreia Luz do Sol na Rede Família.[193]
  - Reestreia Doctor Who na TV Cultura.
  - Estreia Jorgecast na PlayTV.[194]
- 7 de abril
  - Estreia Os Amargos na PlayTV.
  - Estreia História do Rock Brasileiro na PlayTV.
  - Termina a 15.ª temporada de Big Brother Brasil na Rede Globo.[109]
- 8 de abril — Estreia Show de Polícia na PlayTV.[194]
- 9 de abril
  - Estreia Pipocando na PlayTV.[194]
  - Estreia Chapa Quente na Rede Globo.[190][195]
- 10 de abril
  - Termina Notícias da Manhã no SBT.[196][197][198]
  - Estreia Os Experientes na Rede Globo.[67][190][199]
  - Termina Peixonauta na TV Brasil.
- 11 de abril — Reestreia Todo Mundo Odeia o Chris na Rede Record.
- 12 de abril
  - Estreia da 2.ª temporada de Superstar na Rede Globo.[190][200]
  - Estreia Show do Kibe no TBS Brasil.[201]
- 13 de abril
  - Reestreia Carrossel Animado no SBT.
  - Estreia Que Seja Doce no GNT.[81][202][203]
- 14 de abril
  - Estreia da 2.ª temporada de Música Boa Ao Vivo no Multishow.
  - Reestreia Roma na Rede Bandeirantes.[176]
  - Estreia da 5.ª temporada de Tapas & Beijos na Rede Globo.[190][204][205]
- 16 de abril
  - Termina a 2.ª temporada de Tá no Ar: a TV na TV na Rede Globo.[16]
  - Estreia Bella e os Bulldogs na Nickelodeon.
- 17 de abril — Estreia Queimando a Roda no Multishow.[189]
- 18 de abril — Termina Cine Fã-Clube na Rede Globo.[206]
- 20 de abril — Estreia G1 em 1 Minuto na Rede Globo.[207]
- 21 de abril — Estreia da 2.ª temporada do especial Luz, Câmera, 50 Anos na Rede Globo.[190][208][209][210]
- 23 de abril — A Rede Globo exibe um especial do programa Na Moral sobre os 50 anos da emissora.[211]
- 24 de abril — Termina Agentes da S.H.I.E.L.D na Rede Globo.
- 25 de abril
  - Estreia Via Brasil na Rede Globo.
  - Reestreia o bloco Sessão Comédia com Os Caras de Pau na Rede Globo.[32]
  - Termina Patrulha Salvadora no SBT.[212][213]
  - Estreia da 2.ª temporada de Cozinha sob Pressão no SBT.[177][214]
  - A Rede Globo exibe o especial Show 50 Anos.
- 26 de abril — Termina a 1.ª temporada de Are You the One? Brasil na MTV.
- 27 de abril — Estreia da 1.ª temporada de Segredos do Paraíso na Rede Globo.[215]
- 28 de abril — Termina Provocações na TV Cultura, em função da morte de Antônio Abujamra.[216]

### Maio
- 1.º de maio
  - A Rede Globo reprisa o especial Show 50 Anos, exibido originalmente no dia 25 de abril de 2015.[217]
  - Termina Os Experientes na Rede Globo.
- 2 de maio — Termina Zorra Total na Rede Globo.
- 5 de maio — Estreia Vizinhos no GNT.
- 8 de maio
  - Reestreia Desenhos Pré-Escola no SBT.
  - Termina Alto Astral na Rede Globo.[218]
  - Estreia Amorteamo na Rede Globo.[219]
  - Estreia Mariana Godoy Entrevista na RedeTV!.[220][221]
- 9 de maio
  - Estreia RedeTV! E-Games na RedeTV!.[222][223][224]
  - Estreia Zorra na Rede Globo.[225]
- 11 de maio
  - Estreia I Love Paraisópolis na Rede Globo.[226][227]
  - Estreia Balanço Geral Manhã na Rede Record.
- 12 de maio — Estreia da 2.ª temporada de Adotada na MTV.[228]
- 13 de maio — Termina a 1.ª temporada de Segredos do Paraíso na Rede Globo.
- 14 de maio — Estreia da 2.ª temporada de Segredos do Paraíso na Rede Globo.[229]
- 15 de maio
  - Termina Bola Dividida na RedeTV!.
  - Termina a 2.ª temporada de Tudo Pela Audiência no Multishow.
- 18 de maio
  - Estreia Acredita na Peruca no Multishow.[230]
  - Estreia Rosella na TV Brasil.[231]
- 19 de maio — Estreia da 2.ª temporada de MasterChef na Rede Bandeirantes.[232][233][234]
- 22 de maio
  - Termina Late Show With David Letterman na Record News.
  - Termina Muito Show na RedeTV!.
  - Termina Roma na Rede Bandeirantes.[235]
- 23 de maio
  - Estreia Sábado Animal na Rede Bandeirantes.[36]
  - Estreia Ponto K-Pop na PlayTV.
- 24 de maio — Estreia da 1.ª temporada de Magnífica 70 na HBO Brasil.[67][236][237]
- 25 de maio
  - Estreia Melhor pra Você na RedeTV!.[238][239][240]
  - Estreia Planeta SporTV no SporTV.[241]
  - Estreia O Clube das Winx na TV Cultura.[242]
  - Estreia Aventuras do Didi no Viva.[36]
  - Estreia O Direito de Nascer no Fox Life.[238]
  - Termina A Escrava Isaura no Fox Life.[238][243]
  - Estreia Lucky Ladies no Fox Life.[238][243]
  - Estreia Olho Mágico – Reforma de Vizinhos no GNT.[244][245]
  - Estreia Pacífico: O Outro Lado da Guerra na Rede Bandeirantes.[246]
- 29 de maio — Termina a 2.ª temporada de Segredos do Paraíso na Rede Globo.
- 31 de maio — Termina Teste de Fidelidade na RedeTV!.

### Junho
- 1.º de junho — Estreia A Guerra das Gangues na Rede Globo.[247]
- 2 de junho — Estreia Boa Noite Fox no Fox Sports.[248]
- 4 de junho — Termina a 2.ª temporada do especial Luz, Câmera, 50 Anos na Rede Globo.[208]
- 5 de junho — Termina Amorteamo na Rede Globo.
- 7 de junho — Termina Vrum no SBT.
- 8 de junho
  - Estreia Papo de Segunda no GNT.[249]
  - Estreia Verdades Secretas na Rede Globo.[250][251]
- 12 de junho
  - Termina Pacífico: O Outro Lado da Guerra na Rede Bandeirantes.[252]
  - Termina A Guerra das Gangues na Rede Globo.
  - Termina a 2.ª temporada de Que Talento! no Disney Channel.
- 13 de junho — Termina O Dono do Mundo no Viva.
- 14 de junho — Estreia Acelerados no SBT.[253]
- 15 de junho
  - Termina a 2.ª temporada de Que Talento! no Disney Channel.
  - Estreia I Love Lucy no SBT.[254]
  - Estreia PartiuShopping no Multishow.[222][255][256][257]
  - Estreia da 2.ª temporada de Se Eu Fosse Você na Fox.[258]
  - Estreia Na Mira do Crime na Rede Record.[259]
  - Estreia Fera Ferida no Viva.[260][261]
  - Estreia Legends – Identidade Perdida na Rede Globo.[262]
  - Estreia Elementary na Rede Bandeirantes.[263]
- 19 de junho — Termina Desenhos Pré-Escola no SBT.
- 21 de junho
  - Estreia Jovens Tardes no Viva.[264]
  - Termina a 4.ª temporada de The Ultimate Fighter: Brasil na Rede Globo.[149]
- 24 de junho — Termina Tropicaliente no Viva.
- 26 de junho — Termina Legends – Identidade Perdida na Rede Globo.
- 28 de junho — Estreia da 2.ª temporada de Morar no GNT.
- 29 de junho
  - Reestreia Pérola Negra no SBT.[265][266][267]
  - Estreia Despedida de Solteiro no Viva.[268]
  - Estreia Rocket Power na TV Cultura.[269]
  - Reestreia A Muralha no Viva.[270]
  - Estreia da 1.ª temporada de Flash na Rede Globo.[271][272][273]
- 30 de junho
  - Termina As Visões da Raven no SBT.
  - Termina Os Amargos na PlayTV.
  - Termina História do Rock Brasileiro na PlayTV.
  - Estreia Persona em Foco na TV Cultura.

### Julho
- 1.º de julho
  - Reestreia Arnold no SBT.
  - Termina Show de Polícia na PlayTV.
- 2 de julho — Estreia Gente Inocente no Viva.[274]
  - Estreia As Aventuras de Andy e Os Animais Selvagens na TV Cultura.
  - Estreia Melhores Contos de Grimm e Andersen na TV Cultura.
- 5 de julho — Estreia Resenha ESPN na ESPN Brasil.[275][276]
- 6 de julho
  - Termina Maria Esperança no SBT.[265]
  - Estreia Os Suburbanos no Multishow.
  - Termina Na Mira do Crime na Rede Record.
  - Termina Ouça! na TV Gazeta.
- 7 de julho
  - Estreia Rock In Time na PlayTV.
  - Estreia da 2.ª temporada de Rockoala na PlayTV.
- 10 de julho — Termina Sete Vidas na Rede Globo.
- 12 de julho
  - Termina a 2.ª temporada de Superstar na Rede Globo.
  - Estreia Além do Tempo na Rede Globo.[277]
- 18 de julho — Termina a 2.ª temporada de Cozinha sob Pressão no SBT.[278][279]
- 19 de julho
  - Estreia Supletivo do Céu na TV Aparecida.[280]
  - Estreia Tomara que Caia na Rede Globo.[281]
  - Estreia Arqueiro no SBT.[282]
- 20 de julho — Estreia A Grande Farsa no Multishow.[283]
- 24 de julho — Termina Programa da Tarde na Rede Record.[284]
- 25 de julho — Estreia da 1.ª temporada de Bake Off Brasil: Mão na Massa no SBT.[285][286]
- 27 de julho
  - Estreia A Família Hathaway no SBT.[287][288]
  - Reestreia Prova de Amor na Rede Record.[289]
  - Reestreia Caminho das Índias no Vale a Pena Ver de Novo na Rede Globo.[290][291]
  - Reestreia Dona Xepa na Rede Record.[289]
- 28 de julho — Termina Vizinhos no GNT.
- 29 de julho — Termina a 1.ª temporada de Flash na Rede Globo.[292]
- 31 de julho — Termina Jogo de Mentiras no SBT.

### Agosto
- 1.º de agosto — Termina TV Globinho na Rede Globo.[293]
- 3 de agosto
  - Estreia Cúmplices de um Resgate no SBT.[294][295]
  - Estreia Gotham na Rede Globo.[292][292][296][297]
- 7 de agosto
  - Termina O Rei do Gado no Vale a Pena Ver de Novo na Rede Globo.[290][291]
  - Reestreia Cidade do Crime no SBT.
- 8 de agosto
  - Estreia É de Casa na Rede Globo.[298]
  - Termina Arnold no SBT.
- 9 de agosto — Termina Quem Ama, Educa! na Rede Vida, devido ao falecimento de Içami Tiba.[299]
- 10 de agosto
  - Estreia Ferdinando Show no Multishow.[300]
  - Estreia Link Record News na Record News.
  - Reestreia Punky, A Levada da Breca no SBT.[301][302][303]
- 14 de agosto
  - Termina a 22.ª temporada de Malhação na Rede Globo.[304]
  - Termina Chiquititas no SBT.[305]
- 16 de agosto
  - Termina a 1.ª temporada de Magnífica 70 na HBO Brasil.[306]
  - Termina a 2.ª temporada de Morar no GNT.
- 17 de agosto
  - Estreia A Dona no SBT.[307][308]
  - Estreia da 23.ª temporada de Malhação na Rede Globo.[309]
  - Estreia da 2.ª temporada de Trair e Coçar É só Começar no Multishow.
  - Estreia Aí Eu Vi Vantagem no Multishow.[310][311]
  - Estreia Xuxa Meneghel na Rede Record.[312][313][314][315][316]
- 22 de agosto
  - Termina A Família Hathaway no SBT.[317]
  - Termina Pedra Sobre Pedra no Viva.
  - Termina Cine Família no SBT.[318]
- 24 de agosto
  - Reestreia Dupla do Barulho no SBT.
  - Estreia Cambalacho no Viva.[319]
- 27 de agosto — Estreia Os Aspones no Viva.[320][321]
- 28 de agosto
  - Termina A Usurpadora no SBT.
  - Termina Além da Usurpadora no SBT.
  - Termina Babilônia na Rede Globo.[322]
  - Termina a 1.ª temporada de Gotham na Rede Globo.[323]
- 29 de agosto
  - Termina RedeTV! E-Games na RedeTV!.[324]
  - Estreia Sabadão com Celso Portiolli no SBT.[318]
- 30 de agosto — Estreia Santo Forte no AXN.[325][326]
- 31 de agosto — Estreia do bloco Mundo Disney no SBT.[327][328][329]
  - Estreia Chamas da Vida no Investigação Discovery.[330]
  - Estreia Fatmagül - A Força do Amor na Rede Bandeirantes.[331]
  - Estreia A Regra do Jogo na Rede Globo.[322][332]
  - Estreia Filhos da Guerra na Rede Globo.[333][334]

### Setembro
- 2 de setembro — Termina Punky, A Levada da Breca no SBT.
- 3 de setembro — Estreia A Vida Alheia no Viva.[335][336]
- 4 de setembro
  - Termina a 2.ª temporada de Trair e Coçar É só Começar no Multishow.
  - Termina Filhos da Guerra na Rede Globo.
- 5 de setembro
  - Estreia Kenan & Kel no SBT.[337]
  - Estreia Força-Tarefa no Viva.[338][339]
- 7 de setembro — Estreia da 4.ª temporada de Revenge na Rede Globo.[340]
- 8 de setembro — Reestreia Presença de Anita no Viva.[341]
- 12 de setembro — Estreia Super Extremo na RedeTV!.
- 15 de setembro
  - Termina Mil e Uma Noites na Rede Bandeirantes.
  - Termina a 2.ª temporada de MasterChef na Rede Bandeirantes.
  - Termina a 5.ª temporada de Tapas & Beijos na Rede Globo.
- 17 de setembro — Termina Sob Medida na RedeTV!.
- 19 de setembro — Estreia A Estilista no Fox Life.[342]
- 20 de setembro — Estreia Sensacional na RedeTV!.[342][343][344]
- 22 de setembro
  - Estreia da 1.ª temporada de Mister Brau na Rede Globo.[345]
  - Termina a 1.ª temporada do Gugu na Rede Record.[55]
- 23 de setembro — Estreia da 8.ª temporada de A Fazenda na Rede Record.[322][338]
- 24 de setembro
  - Estreia Documento Verdade na RedeTV!.[346]
  - Termina a 1.ª temporada de Chapa Quente na Rede Globo.
- 25 de setembro — Termina Verdades Secretas na Rede Globo.
- 29 de setembro
  - Estreia da 4.ª temporada de Pé na Cova na Rede Globo.
  - Estreia Troca de Família – Melhores Momentos na Rede Record.[338]
  - Termina Presença de Anita no Viva.
- 30 de setembro — Estreia da 1.ª temporada de Batalha dos Confeiteiros Brasil na Rede Record.[338][347]

### Outubro
- 1.º de outubro
  - Estreia Quero Ter 1 Milhão de Amigos na Warner Channel.[348]
  - Estreia da 4.ª temporada do The Voice Brasil na Rede Globo.[349]
- 2 de outubro — Estreia da 1.ª temporada de Lista Negra na Rede Globo.
- 4 de outubro — Estreia da 2.ª temporada de Psi na HBO Brasil.[350]
- 5 de outubro — Estreia Teresa no SBT.[351]
- 7 de outubro
  - Estreia Manual do Mundo na TV na PlayTV.
  - Estreia da 2.ª temporada de Os Homens São de Marte... e É pra lá que Eu Vou no GNT.[188]
- 9 de outubro
  - Termina a 10.ª temporada de Malhação no Viva.
  - Termina a 4.ª temporada de Revenge na Rede Globo.
- 12 de outubro
  - Termina Super Esporte na TV Gazeta.
  - Estreia da 11.ª temporada de Malhação no Viva.[352][353]
  - Estreia Globo de Ouro Palco Viva - Axé no Viva.
  - Estreia Stalker: Obsessão na Rede Globo.[354]
- 15 de outubro — Estreia Romance Policial — Espinosa no GNT.[355]
- 16 de outubro — Termina Coração Indomável no SBT.
- 17 de outubro — Termina a 1.ª temporada de Bake Off Brasil: Mão na Massa no SBT.
- 19 de outubro — Reestreia Maria do Bairro no SBT.[356]
- 20 de outubro — Estreia MasterChef Júnior na Rede Bandeirantes.[88][357]
- 21 de outubro — Estreia Odeio Segundas no GNT.
- 26 de outubro
  - Reestreia Chamas da Vida na Rede Record.[358]
  - Estreia Treme Treme no Multishow.
- 30 de outubro — Termina Globo de Ouro Palco Viva - Axé no Viva.
- 31 de outubro
  - Estreia da 3.ª temporada de Hell's Kitchen: Cozinha sob Pressão no SBT.[278][279]
  - Estreia Marvin Marvin no SBT.

### Novembro
- 1.º de novembro — Termina Tomara que Caia na Rede Globo.[359]
- 3 de novembro — Estreia Batendo Ponto no Viva.[360]
- 5 de novembro — Termina a 2.ª temporada de Música Boa Ao Vivo no Multishow.
- 6 de novembro
  - Termina Dona Xepa na Rede Record.
  - Termina I Love Paraisópolis na Rede Globo.
  - Termina Stalker: Obsessão na Rede Globo.
- 8 de novembro — Estreia Pequenos Campeões no SBT.[361]
- 9 de novembro
  - Estreia Totalmente Demais na Rede Globo.[362]
  - Estreia Rush – Medicina VIP na Rede Globo.[363]
- 13 de novembro — Termina O Direito de Nascer no Fox Life.
- 16 de novembro
  - Reestreia Rei Davi na Rede Record.[364]
  - Estreia Dalva e Herivelto: uma Canção de Amor no Viva.[365]
- 20 de novembro — Termina Rush – Medicina VIP na Rede Globo.
- 23 de novembro
  - Termina a 1.ª temporada de Os Dez Mandamentos na Rede Record.
  - Estreia da 1.ª temporada da Escolinha do Professor Raimundo no Viva.[366]
  - Reestreia Under the Dome - Prisão Invisível na Rede Globo.[367]
- 27 de novembro — Termina a 1.ª temporada da Escolinha do Professor Raimundo no Viva.
- 29 de novembro — Termina Pica-Pau na Rede Record.[368]
- 30 de novembro — Reestreia Cuidado com o Anjo no SBT.[369]

### Dezembro
- 3 de dezembro — Termina Romance Policial — Espinosa no GNT.
- 5 de dezembro — A Rede Globo exibe no Supercine o filme Central do Brasil, em homenagem à Marília Pêra, que faleceu no mesmo dia.[370]
- 6 de dezembro — Termina a 2.ª temporada de Psi na HBO Brasil.
- 8 de dezembro — Termina a 8.ª temporada de A Fazenda na Rede Record.
- 9 de dezembro — Termina a 1.ª temporada de Batalha dos Confeiteiros Brasil na Rede Record.
- 10 de dezembro — Termina Troca de Família — Melhores Momentos na Rede Record.
- 11 de dezembro — Termina Pérola Negra no SBT.
- 13 de dezembro — Estreia da 1.ª temporada da Escolinha do Professor Raimundo na Rede Globo.[366][371]
- 14 de dezembro — Termina a 3.ª temporada do Vai Que Cola no Multishow.
- 15 de dezembro
  - Termina Batendo Ponto no Viva.[360]
  - Termina a 1.ª temporada de Rock in Time na PlayTV.
  - A Rede Record exibe o especial Zezé Di Camargo e Luciano.
  - Termina MasterChef Júnior na Rede Bandeirantes.
- 16 de dezembro
  - A Rede Record exibe o especial Isso eu Faço.
  - A Rede Globo exibe a 1.ª edição do especial Festeja Brasil.
- 17 de dezembro — O Viva exibe o show Sandy & Junior — Ao Vivo no Maracanã, exibido originalmente pela Rede Globo no dia 12 de outubro de 2002.
- 18 de dezembro
  - Termina a temporada 2015 do Globo Repórter na Rede Globo.
  - Termina a 15.ª temporada do Programa do Jô na Rede Globo.
- 22 de dezembro
  - O SBT exibe o especial Você Acredita em Papai Noel?.
  - A Rede Record exibe o especial Família Record.
  - A Rede Bandeirantes exibe o especial MasterChef — O Desafio das Temporadas.
  - Termina a temporada 2015 do Profissão Repórter na Rede Globo.
- 23 de dezembro
  - A Rede Globo exibe o especial Roberto Carlos: Detalhes.
  - A Rede Record exibe a Retrospectiva dos Famosos 2015.
  - O Viva exibe o especial The 3 Tenors Christmas.
  - Termina a 2.ª temporada de Os Homens São de Marte... e É pra lá que Eu Vou no GNT.
  - Termina Odeio Segundas no GNT.
  - Termina Corujão do Esporte na Rede Globo.
- 24 de dezembro
  - A Rede Globo exibe o especial Presente de Natal.
  - O Viva exibe o especial Uma Noite com Michael Bublé.
  - A Rede Globo, TV Cultura, Rede Vida, TV Aparecida, Rede Século 21 e TV Canção Nova transmitem a Missa do Galo.
- 25 de dezembro
  - Termina Feriadão SBT no SBT.
  - Termina a 4.ª temporada do The Voice Brasil na Rede Globo.
- 27 de dezembro
  - Termina Pequenos Campeões no SBT.
  - Termina a 4.ª temporada do Esquenta! na Rede Globo.
  - A TV Gazeta exibe a sua Retrospectiva 2015.
  - O SBT exibe a sua Retrospectiva 2015.
- 28 de dezembro — Termina a 8.ª temporada do Custe o Que Custar.[372]
- 29 de dezembro
  - O SBT exibe o especial A Mansão Bem Assombrada.
  - Termina a 1.ª temporada de Mister Brau na Rede Globo.
  - Termina a 4.ª temporada de Pé na Cova na Rede Globo.
  - A Rede Record exibe a sua Retrospectiva 2015.
- 30 de dezembro
  - A Rede Globo exibe a sua Retrospectiva 2015
  - A Rede Globo exibe o especial U2 — Innocence + Experience: Live in Paris.
- 31 de dezembro
  - A Rede Globo exibe o Show da Virada.
  - A RedeTV! exibe a sua Retrospectiva 2015.
  - A TV Cultura exibe a sua Retrospectiva 2015 e a edição 2015 do Global Citizen Festival.[373]
  - A TV Gazeta exibe o Festa 2016.

## Emissoras e plataformas

### Fundações
| Data            | Emissora               | Cidade, UF                      | Notas | Ref.                |
| --------------- | ---------------------- | ------------------------------- | --- | ------------------- |
| 1.º de março    | TV Ultrafarma          | São Paulo, SP                   | Canal de televisão via satélite pertencente à rede de drogarias Ultrafarma | [ 374 ]             |
| 27 de março     | InterTV Costa Branca   | Mossoró, Rio Grande do Norte    | Emissora da Rede InterTV em sociedade com a família Alves, afiliada à Rede Globo e responsável por cobrir 123 cidades do Rio Grande do Norte                                       | [ 375 ] [ 376 ]     |
| 1.º de abril    | AMC                    | —                               | Versão brasileira do canal americano, programada pela AMC Networks International Latin America, substituiu o extinto MGM Channel                                                   | [ 377 ]             |
| 24 de abril     | TNT Séries             | São Paulo, SP                   | Versão do TNT dedicada a exibição de séries de televisão, programado pela Turner Broadcasting System Latin America                                                                 | [ 378 ]             |
| 17 de junho     | TV Maior               | Campina Grande, Paraíba         | Emissora do Sistema Correio de Comunicação, afiliada à RedeTV! | [carece de fontes?] |
| 25 de julho     | Esporte Interativo Max | Rio de Janeiro, RJ              | Canal complementar ao Esporte Interativo na TV por assinatura, programado pela Turner Broadcasting System Latin America                                                            | [ 379 ]             |
| 29 de agosto    | TV Morada do Sol       | Araraquara, São Paulo           | Emissora educativa mantida pela Fundação Raphael Montoro, afiliada à TV Brasil. Leva o mesmo nome da emissora fundada em 1979, atual Record News Araraquara                        | [ 380 ]             |
| 1.º de setembro | BBC Earth              | —                               | Substituiu o BBC HD como parte do reposicionamento das operações da BBC Worldwide na América Latina                                                                                | [ 381 ]             |
| 7 de outubro    | TV UFMA                | São Luís, Maranhão              | Emissora educativa mantida pela Universidade Federal do Maranhão, afiliada à TV Cultura. Antes de sua inauguração oficial, encontrava-se em caráter experimental desde 5 de agosto | [ 382 ]             |
| 3 de novembro   | Globo Play             | Rio de Janeiro, RJ              | Plataforma de streaming e vídeo sob demanda, pertencente ao Grupo Globo | [ 383 ]             |
| 23 de novembro  | OCTO                   | Porto Alegre, Rio Grande do Sul | Canal segmentado pertencente ao Grupo RBS, com programação baseada no estudos da The Communication (R)Evolution. Substituiu as operações da TVCOM no Rio Grande do Sul             | [ 384 ]             |

### Extinções
| Data           | Emissora                  | Cidade, UF                      | Notas | Ref.                |
| -------------- | ------------------------- | ------------------------------- | --- | ------------------- |
| 14 de maio     | TV Bandeirantes Tocantins | Palmas, Tocantins               | Emissora própria da Rede Bandeirantes, encerrou as operações em função da contenção de gastos do Grupo Bandeirantes de Comunicação. Voltou a funcionar em 2019 | [ 385 ]             |
| 30 de abril    | MGM Channel               | —                               | O canal teve as operações encerradas para dar lugar ao AMC a partir de 1.º de abril | [ 377 ]             |
| 25 de junho    | TV Fox                    | Marabá, Pará                    | Afiliada à Rede Record e pertencente à Rede de Comunicação Regional, foi extinta e substituída por uma retransmissora da TV Record Belém | [ 386 ]             |
| 15 de agosto   | Sports+                   | São Paulo, SP                   | O canal era mantido pela Time Out, empresa subsidiária da Torneos y Competencias. A Sky Brasil, que era a única a oferecer o canal em pacotes de TV por assinatura, indo contra a lei da ANCINE sobre canais de TV programados pela próprias empacotadoras. Alegando estratégias comerciais, o canal teve suas operações encerradas | [ 387 ]             |
| 31 de agosto   | BBC HD                    | —                               | Foi substituído pelo BBC Earth como parte do reposicionamento das operações da BBC Worldwide na América Latina | [ 381 ]             |
| 1.º de outubro | ForMan                    | Rio de Janeiro, RJ              | Canais adultos programados pela Globosat em pareceria com a Playboy do Brasil, tiveram suas operações encerradas em função de uma pequena base de assinantes e da oferta de conteúdo via internet | [carece de fontes?] |
| 1.º de outubro | Private                   | Rio de Janeiro, RJ              | Canais adultos programados pela Globosat em pareceria com a Playboy do Brasil, tiveram suas operações encerradas em função de uma pequena base de assinantes e da oferta de conteúdo via internet | [carece de fontes?] |
| 22 de novembro | TVCOM                     | Porto Alegre, Rio Grande do Sul | A versão gaúcha do canal foi encerrada para dar lugar ao OCTO a partir de 23 de novembro, continuando a operar em Santa Catarina | [ 384 ]             |

### Rebrandings
| Data           | Emissora                    | Cidade, UF            | Notas                                                | Ref.    |
| -------------- | --------------------------- | --------------------- | ---------------------------------------------------- | ------- |
| 1.º de janeiro | RPC TV RPC TV Curitiba      | Curitiba, Paraná      | Passa a se chamar RPC Passa a se chamar RPC Curitiba | [ 388 ] |
| 1.º de janeiro | RPC TV Cascavel             | Cascavel, Paraná      | Passa a se chamar RPC Cascavel                       | [ 388 ] |
| 1.º de janeiro | RPC TV Foz do Iguaçu        | Foz do Iguaçu, Paraná | Passa a se chamar RPC Foz do Iguaçu                  | [ 388 ] |
| 1.º de janeiro | RPC TV Guarapuava           | Guarapuava, Paraná    | Passa a se chamar RPC Guarapuava                     | [ 388 ] |
| 1.º de janeiro | RPC TV Londrina             | Londrina, Paraná      | Passa a se chamar RPC Londrina                       | [ 388 ] |
| 1.º de janeiro | RPC TV Maringá              | Maringá, Paraná       | Passa a se chamar RPC Maringá                        | [ 388 ] |
| 1.º de janeiro | RPC TV Paranavaí            | Paranavaí, Paraná     | Passa a se chamar RPC Paranavaí                      | [ 388 ] |
| 1.º de janeiro | RPC TV Ponta Grossa         | Ponta Grossa, Paraná  | Passa a se chamar RPC Ponta Grossa                   | [ 388 ] |
| 10 de janeiro  | Max HD                      | São Paulo, SP         | Passa a se chamar Max UP                             | [ 389 ] |
| 16 de março    | TLC HD                      | São Paulo, SP         | Passa a se chamar Discovery World                    | [ 366 ] |
| 16 de março    | Discovery HD Theater        | São Paulo, SP         | Passa a se chamar Discovery Theater                  | [ 366 ] |
| 18 de agosto   | Esporte Interativo Nordeste | Rio de Janeiro, RJ    | Passa a se chamar Esporte Interativo Maxx            | [ 390 ] |
| 18 de agosto   | Esporte Interativo Max      | Rio de Janeiro, RJ    | Passa a se chamar Esporte Interativo Maxx 2          | [ 390 ] |

### Trocas de afiliação
| Data          | Emissora             | Cidade, UF       | Afiliação anterior | Afiliação nova    | Notas | Ref.                |
| ------------- | -------------------- | ---------------- | ------------------ | ----------------- | --- | ------------------- |
| 1.º de agosto | TV Jangadeiro        | Fortaleza, Ceará | Rede Bandeirantes  | SBT               | Pertencentes ao Sistema Jangadeiro de Comunicação, emissoras trocaram de afiliação                                                          | [ 391 ]             |
| 1.º de agosto | NordesTV             | Sobral, Ceará    | SBT                | Rede Bandeirantes | Pertencentes ao Sistema Jangadeiro de Comunicação, emissoras trocaram de afiliação                                                          | [ 391 ]             |
| 17 de agosto  | Rede Cultura do Pará | Belém, Pará      | TV Brasil          | TV Cultura        | A emissora voltou a ser afiliada à rede paulista após 7 anos, mas manteve a retransmissão de alguns programas gerados pela emissora federal | [carece de fontes?] |

## Mortes
| Data           | Nome                              | Idade | Notas | Ref.                |
| -------------- | --------------------------------- | ----- | --- | ------------------- |
| 24 de janeiro  | Maria Della Costa                 | 89    | Atriz. Trabalhos notáveis incluem Grande Teatro Tupi, Beto Rockfeller, Estúpido Cupido e Sétimo Sentido | [ 392 ]             |
| 4 de fevereiro | Odete Lara                        | 85    | Atriz. Trabalhos notáveis incluem TV de Vanguarda, Grande Teatro Tupi, Em Busca da Felicidade e O Dono do Mundo | [ 393 ]             |
| 8 de março     | Inezita Barroso                   | 90    | Cantora. Foi apresentadora do programa Viola, Minha Viola na TV Cultura | [ 394 ]             |
| 22 de março    | Cláudio Marzo                     | 74    | Ator. Trabalhos notáveis incluem Marcados pelo Amor, A Moreninha, O Sheik de Agadir, A Rainha Louca, Irmãos Coragem, Plumas & Paetês, Cambalacho, Pantanal, A Indomada e Mulheres Apaixonadas                           | [ 395 ]             |
| 26 de março    | Jorge Loredo                      | 89    | Ator e humorista. Trabalhos notáveis incluem A Praça da Alegria, Noites Cariocas, Reapertura, Alegria 81 e Escolinha do Professor Raimundo                                                                              | [ 396 ]             |
| 29 de março    | Beatriz Thielmann                 | 63    | Jornalista. Foi repórter da TV Globo Rio de Janeiro | [ 397 ]             |
| 16 de abril    | Vicente Paulo Torquato (Vicentão) | 69    | Cozinheiro. Apresentou o quadro "A Hora do Rancho" no programa Terra da Gente da EPTV | [ 398 ]             |
| 20 de abril    | Cláudio Cunha                     | 68    | Ator. Trabalhos notáveis incluem Meu Pedacinho de Chão e Araponga | [ 399 ]             |
| 28 de abril    | Antônio Abujamra                  | 82    | Ator. Trabalhos notáveis incluem Sassaricando, Que Rei Sou Eu?, Cortina de Vidro, Amazônia, O Mapa da Mina, Terra Nostra e Começar de Novo. Apresentou o programa Provocações na TV Cultura                             | [ 400 ]             |
| 29 de abril    | Roberto Talma                     | 65    | Diretor. Dirigiu várias telenovelas e minisséries da Rede Globo como O Grito, Saramandaia, Água Viva, Anos Dourados, Top Model, Rainha da Sucata, De Corpo e Alma, Sítio do Picapau Amarelo, Toma Lá Dá Cá e Pé na Cova | [ 401 ]             |
| 16 de maio     | Elias Gleizer                     | 81    | Ator. Trabalhos notáveis incluem José do Egito, Um Rosto Perdido, Os Rebeldes, Signo da Esperança, Fera Radical, Tieta, Explode Coração, Zorra Total e Pé na Jaca                                                       | [ 402 ]             |
| 23 de maio     | Nick Nicola                       | 87    | Ator e humorista. Trabalhos notáveis incluem Balança Mas Não Cai, Reapertura, A Festa É Nossa e Escolinha do Professor Raimundo                                                                                         | [carece de fontes?] |
| 24 de junho    | Nico Fagundes                     | 80    | Ator e apresentador. Atuou na minissérie O Tempo e o Vento e apresentou o programa Galpão Crioulo na RBS TV | [ 403 ]             |
| 5 de julho     | Osmiro Campos                     | 82    | Ator e dublador. Foi dublador dos personagens interpretados por Ruben Aguirre, como Professor Girafales, Sargento Refugio e Lucas Pirado, além de fazer participações em algumas novelas do SBT                         | [ 404 ]             |
| 2 de agosto    | Içami Tiba                        | 74    | Psiquiatra e educador. Apresentou o programa Quem Ama, Educa! na Rede Vida | [ 299 ]             |
| 13 de setembro | Betty Lago                        | 60    | Atriz e apresentadora. Trabalhos notáveis incluem Anos Rebeldes, Sex Appeal, Quatro por Quatro, Uga Uga, Kubanacan e Pé na Jaca                                                                                         | [ 405 ]             |
| 17 de setembro | Carlos Manga                      | 87    | Diretor, roteirista e montador. Dirigiu programas da Rede Globo como Chico Anysio Show, Chico City e Os Trapalhões | [ 406 ]             |
| 14 de outubro  | Luís Carlos Miele                 | 77    | Ator e apresentador. Na televisão, trabalhos notáveis incluem Faça Humor, Não Faça Guerra, Chico City, Satiricom, A Praça da Alegria, Planeta dos Homens e Escolinha do Barulho                                         | [ 407 ]             |
| 20 de outubro  | Yoná Magalhães                    | 80    | Atriz. Trabalhos notáveis incluem Grande Teatro Tupi, O Sheik de Agadir, Uma Rosa com Amor, O Semideus, Roque Santeiro e Tieta                                                                                          | [ 408 ]             |
| 10 de novembro | Sandra Moreyra                    | 61    | Jornalista. Trabalhou como repórter da TV Globo Rio de Janeiro | [ 409 ]             |
| 5 de dezembro  | Marília Pêra                      | 72    | Atriz. Trabalhos notáveis incluem A Moreninha, Beto Rockfeller, Bandeira 2, O Cafona, Supermanoela, Malu Mulher, Brega e Chique, Top Model, Começar de Novo, JK, Cobras & Lagartos, Duas Caras e Pé na Cova             | [ 410 ]             |
| 20 de dezembro | Carlos Roberto Escova             | 60    | Ator e humorista. Participou dos programas Plantão da Madrugada, Perdidos na Noite, Viva a Noite e Escolinha do Professor Raimundo                                                                                      | [ 411 ]             |